# Nihali
Nihali o nahali (erròniament anomenat de vegades kalto), és una llengua aïllada a l'Índia central a Maharashtra i Madhya Pradesh, conservada només per unes dos mil persones la major part de les quals viuen al Melghat. Ètnicament els nihals són uns cinc mil però molts han oblidat la seva llengua. El nihali té aportacions indoàries, dravídiques i mundes, però el llenguatge propi no està emparentat a cap llengua. El 25% de les seves paraules estan agafades del munda korku, un 20% del dravídic i un 20% del marathi. Als segles xviii i xix apareixen com a lladres de ramats; el 1800 una expedició d'un dels feudataris mogols va posar fi a la seva independència tribal; vivien al sud del Tapti, especialment a Tembi al districte de Nimar (avui a Madhya Pradesh) i al Melghat a Maharashtra.